# Хлорофиллид a
Хлорофиллид а - предшественник хлорофилла, не содержащий остатка фитола.
В отличие от протохлорофилидов, хлорофиллиды не связаны с голохромными белками и находятся в свободном состоянии в клетках растений, где они могут играть роль фотосенсибилизатора и порождать свободные радикалы.